# Katholikon

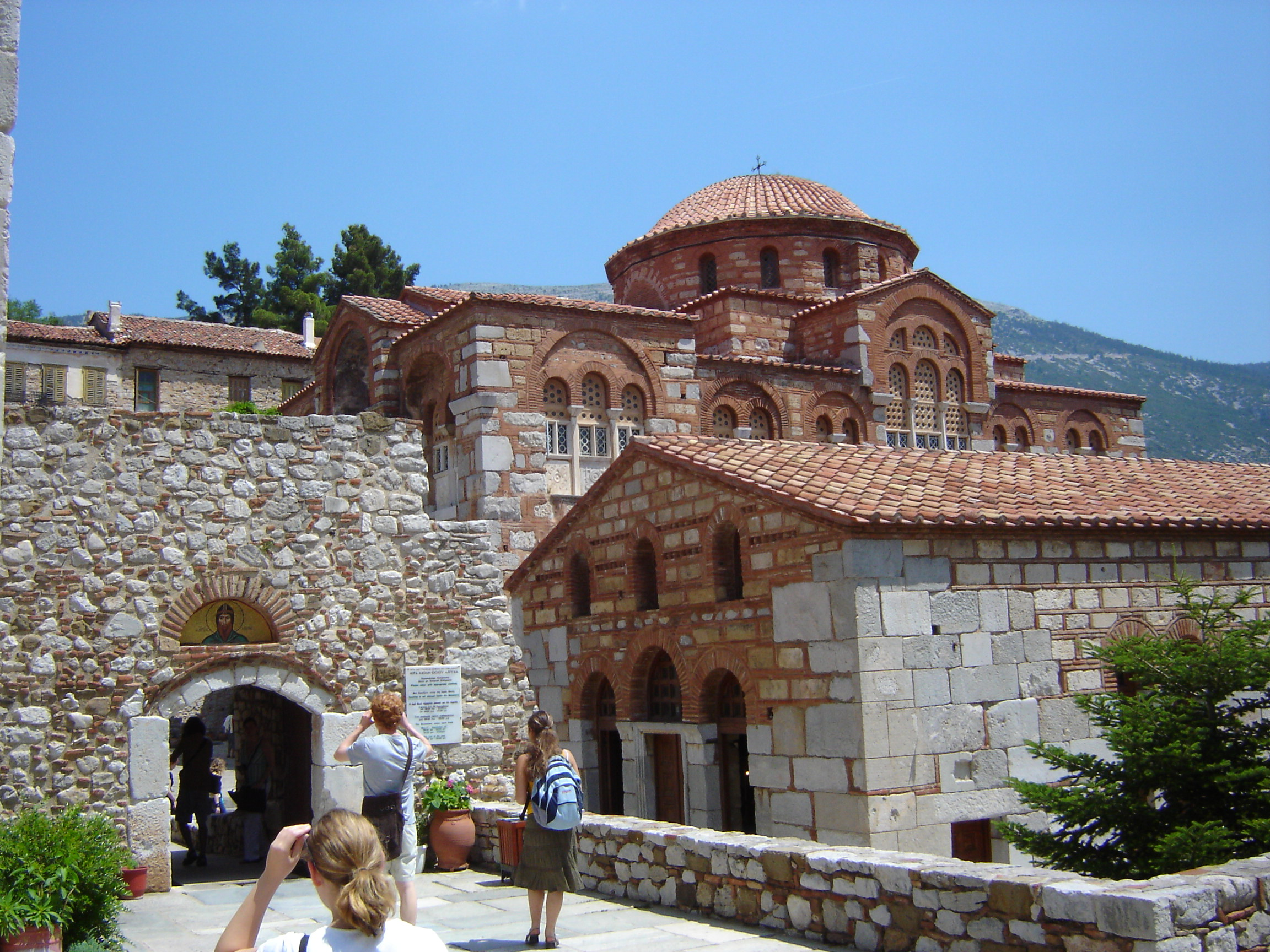
Klášter Osios Lukas u Delf. Kostel s kupolí v pozadí je katolikon

Katolikon či katholikon (řecky καθολικον) je výraz řeckého původu (doslova znamená obecný, celkový apod. – ze stejného základu pochází i slovo katolický) a označuje hlavní chrám řeckých pravoslavných monastýrů (klášterů).